# Обербетинген
Обербетинген (њем. Oberbettingen) општина је у њемачкој савезној држави Рајна-Палатинат. Једно је од 109 општинских средишта округа Вулканајфел. Према процјени из 2010. у општини је живјело 716 становника. Посједује регионалну шифру (AGS) 7233053.

## Географски и демографски подаци
Обербетинген се налази у савезној држави Рајна-Палатинат у округу Вулканајфел. Општина се налази на надморској висини од 413 метара. Површина општине износи 6,2 km². У самом мјесту је, према процјени из 2010. године, живјело 716 становника. Просјечна густина становништва износи 116 становника/km².